# Морєв Микола Миколайович
Микола Миколайович Морєв (25 липня 1917 — 5 серпня 1997) — командир мінометного розрахунку 69-ї механізованої бригади (9-й механізований корпус, 3-тя гвардійська танкова армія, Воронезький фронт), молодший сержант, Герой Радянського Союзу.

## Біографія
Микола Миколайович Морєв народився 25 липня 1917 року в місті Павловську Петроградської губернії.
Росіянин. Закінчив Рибинський авіаційний технікум. Член КПРС з 1946 року. З 1939 року працював на Губернському моторобудівному заводі. З 1941 року після евакуації заводу в Уфу працював на Уфимському моторному заводі.
Призваний в Червону армію Молотовським райвійськкоматом міста Уфи в лютому 1942 року. Навчався в Астраханському військовому піхотному училищі. У діючій армії з червня 1943 року.
Молодший сержант М.М. Морєв відзначився 22 вересня 1943 року при форсуванні річки Дніпро в районі села Зарубинці (Канівський район Черкаської області).
У 1944 року після важкого поранення М.М. Морєв був демобілізований.
У 1944-1955 роках працював на Уфимському агрегатному заводі заступником начальника цеху; у 1955-1957 роках — на Губернському механічному заводі головним інженером. Потім повернувся до Уфи.
У 1957-1967 роках працював на Уфимському заводі «Гідравліка» заступником начальника цеху; в 1967-1973 роках — на Уфимських агрегатному, машинобудівному заводах. З 1973 року по 1977 рік до виходу на пенсію працював на Уфимському приладобудівному заводі.
Помер 5 серпня 1997 року. Похований в Уфі.

## Подвиг
«Командир мінометного розрахунку 69-ї механізованої бригади (9-й механізований корпус, 3-тя гвардійська танкова армія, Воронезький фронт) молодший сержант М.М. Морєв 22 вересня 1943 р. на саморобному плоту одним з перших форсував р. Дніпро в районі с. Зарубинці (Канівський район Черкаської області) і відразу ж став прикривати вогнем свого міномета переправу наших частин. При наступі перебував у бойових порядках піхоти і вогнем свого міномета розчищав дорогу наступаючим.
При закріпленні і розширенні плацдарму 29 вересня 1943 р. під час атаки танків і піхоти противника М.М. Морєв замінив вибулого командира мінометної роти і масованим вогнем відбив атаку. Було знищено до 200 гітлерівців і сім вогневих точок противника».
Звання Героя Радянського Союзу М.М. Морєву присвоєно 17 листопада 1943 року.

## Нагороди
- Медаль «Золота Зірка» Героя Радянського Союзу (17.11.1943).
- Орден Леніна.
- Орден Вітчизняної війни 1-го ступеня.
- Орден Червоної Зірки (05.10.1943).
- Медалі.